# Pico da Senhora
O Pico da Senhora é uma elevação portuguesa localizada no concelho da Ribeira Grande, ilha de São Miguel, arquipélago dos Açores.
Este acidente geológico tem o seu ponto mais elevado a 454 metros de altitude acima do nível do mar. Junto a esta formação geológica encontra-se o Cassepe da Costa e as localidades da Lomba da Maia e da Ribeira Funda. Junto da sua encosta passa a Ribeira Seca.